# NGC 20
NGC 20 este o galaxie lenticulară, posibil eliptică, situată în constelația Andromeda. Denumirea de NGC 6 este sinonimă. A fost descoperită pe 18 septembrie 1857 de către R. J. Mitchell. Observarea lui Lewis Swift în 1885 a dus la lista duplicat al galaxiei ca NGC 6